# Pieter Frederik van Os

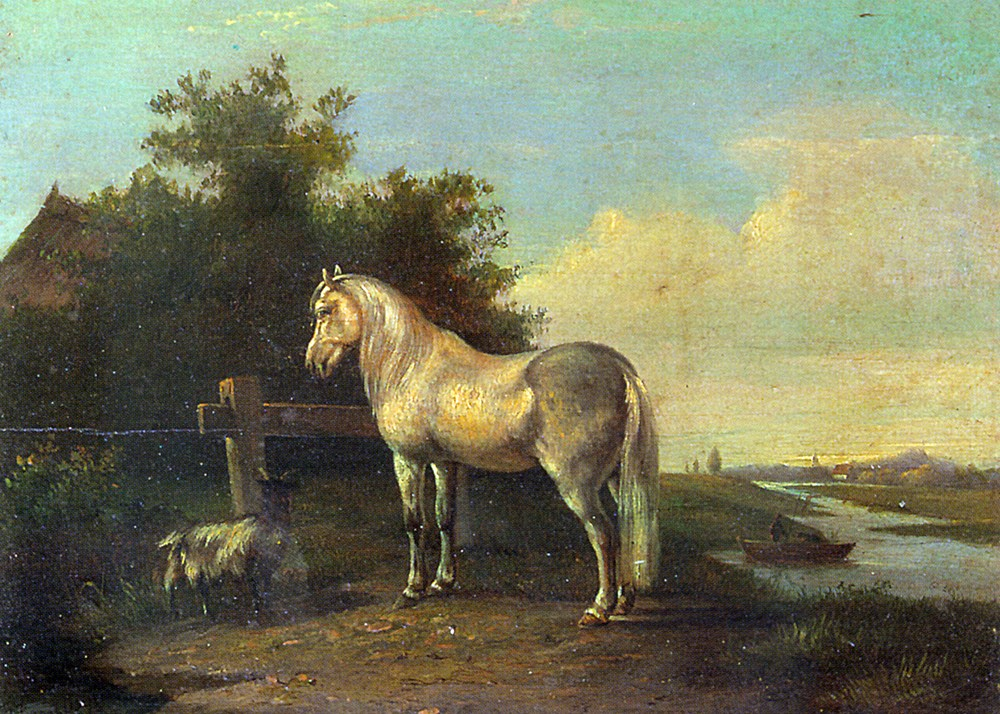
Ein graues Pferd und eine Ziege in einer Flusslandschaft

Pieter Frederik van Os (* 8. Oktober 1808 in Amsterdam; † 31. März 1892 in Haarlem) war ein niederländischer Landschafts- und Tiermaler.
Pieter Frederik van Os war Mitglied einer niederländischen Künstlerfamilie. Er war der Sohn des Malers Pieter Gerardus van Os (1776–1839) und Enkel des Malers Jan van Os (1744–1808).
Den Malunterricht erhielt er bei seinem Vater. Ab 1823 war er als freischaffender Landschafts- und Tiermaler tätig, schuf auch Lithografien. 1826 unternahm er mit seinem Freund James de Rijk eine Studienreise durch Belgien. 1827 und 1828 besuchte er die Provinz Gelderland und die an der deutsch-niederländischen Grenze liegende Stadt Kleve.
Pieter Frederik van Os wohnte von 1824 bis 1830 in Hilversum, von 1830 bis 1839 in Amsterdam und ab 1839 in Haarlem.
1846 wurde er zum Vorstandsmitglied der Künstlergesellschaft „Kunst zij ons Doel“ (Kunst ist unser Ziel) in Haarlem gewählt. 1859 wurde er zum Mitglied der Amsterdamer Koninklijke Academie van Beeldende Kunsten ernannt.
Er gilt als einer der Vorreiter der Haager Schule. Zu seinen Schülern gehörte ab 1854 Anton Mauve.